# Borte med blæsten (film)
Borte med blæsten er en amerikansk film fra 1939. Filmen er baseret på Margaret Mitchells roman fra 1936 Borte med blæsten.
Med en spilletid på tre timer og 44 minutter og en pause på 15 minutter var filmen ved sin udgivelse den længste amerikanske lydfilm. Det var en af de første større film, der blev filmet i farve (Technicolor). Filmen har siden sin udgivelse indspillet over $ 400 millioner, hvilket i 2010-priser er ca. $ 2,99 milliarder. Det gør filmen til den bedst indtjenende film nogensinde.

## Handling
Filmen er et romantisk drama i Atlanta i Georgia under den amerikanske borgerkrig. De amerikanske sydstater domineres af de store bomuldsplantager, baseret på slavearbejde, som Tara ved Flint River udenfor Jonesboro, Clayton County. På Tara bor den 16-årige Scarlett O'Hara, den ældste af tre søstre, da borgerkrigen bryder ud i april 1861. Hun er forelsket i naboens søn Ashley Wilkes, som imidlertid er forlovet med sin kusine, den 17-årige Melanie fra Atlanta. I deres forlovelsesselskab, hvor Scarlett må se sig forsmået af Ashley, møder hun for første gang den mærkelige Rhett Butler - og samme aften bryder borgerkrigen ud.

## Scarlett-bådene
I Danmark fik den først premiere i september 1958 - næsten 19 år senere - på grund af en blokade fra den amerikanske filmeksportør MPE, der var utilfreds med den procentsats, de danske biografer betalte. Men i Sverige havde filmen premiere allerede i 1941, og efter krigen fik Lilli Holmers mand, skibsreder Jørgen Harry Julius Jensen, idéen om at sejle danskere fra Tuborg Havn til Landskrona for at gå i biografen og se Borte med blæsten. Bådene, der smuttede biografgængerne over Øresund, fik navnet "Scarlett-bådene" efter filmens kvindelige hovedperson, Scarlett O'Hara.

## Priser og skuespillere
Filmen blev nomineret til 13 Oscars. Den vandt otte, blandt andet for bedste film og bedste kvindelige hovedrolle. Herudover vandt den en æres-Oscar for brugen af farver i filmens dramatiske scener, og en Technical Achievement Award ved Oscar-uddelingen. Filmen havde i 20 år rekorden som den mest Oscar-belønnede film. Den blev først overgået af Ben-Hur i 1960.
Til rollen som Scarlett havde David O. Selznick ladt stjerner som Bette Davis, Carole Lombard, Lana Turner og Lucille Ball prøvespille. Men da indspilningen begyndte - med Atlantas brand; teknikere satte ild til hele gaderækker med præfabrikerede bolighuse og forretninger rejst i Culver City i California, blandt andet filmsettet fra King Kong  - var det stadig ikke afgjort, hvem der skulle spille Scarlett! Mens branden rasede, ankom Selznicks bror, filmagenten Myron, sammen med en af sine klienter, en ung dame, og sagde: "Jeg vil gerne, at du møder Scarlett O'Hara." Det var Vivien Leigh, ankommet året før for at være i nærheden af sin forlovede, Laurence Olivier. Selznick bad hende om at prøvespille den følgende dag. Efter to år med 1.400 interviews til rollen og 90 auditions kom det på avisforsiderne, da Vivien Leigh fredag 13. januar 1939 blev tildelt rollen som Scarlett. Samme dag fik Olivia de Havilland rollen som hendes svigerinde Melanie, og Leslie Howard rollen som Ashley.
Under jagten efter den rigtige Scarlett, udtalte regissøren George Cukor, at "den pige, jeg vælger, må være besat af djævelen og ladet med elektricitet." "Jeg brød mig aldrig om Scarlett," sagde Vivien Leigh en gang. "Jeg vidste, at det var en fantastisk rolle, men jeg brød mig aldrig om hende."  Dertil var der nok af problemer undervejs. Selznick havde et forfærdende forbrug af benzedrin, som "han knuste og slikkede op fra håndfladerne, et korn om gangen." Regissør Cukor blev fyret, og den nye regissør, Victor Fleming, anså det som kritisk, at Leighs barm ikke rigtig udfyldte den senere så ikoniske røde aftenkjole. Nok havde Leigh været model for Vogue; men Fleming insisterede på, at uden tilstrækkelig kavalergang til at understrege Scarletts farlige seksualitet, var scenen dømt til at mislykkes. Som en løsning blev hendes barm tapet, så den blev løftet op og frem; men Leigh fik derved svært ved at trække vejret. Stresset påførte hende et mindre sammenbrud, der senere udviklede sig til en sygehusindlæggelse og nogle år derefter til bipolar sygdom.
På den sidste indspilningsdag kunne Olivia de Havilland ikke genkende Vivien Leigh, og sagde senere, at Leigh "gav noget til den film, som jeg ikke tror, hun nogensinde fik tilbage". Der er knapt nok en scene uden Scarlett i den meget lange film. (Den ene er slavernes "quittin' time" (= fyraften) ude i markerne.)
Forfatterinden, Margaret Mitchell, havde tænkt sig Miriam Hopkins i rollen som Scarlett, og var forfærdet over, at Selznick en tid havde Janet Gaynor som favorit. Som Melanie tænkte Mitchell sig Elizabeth Allan, der i 1935 havde spillet David Copperfields mor. "Jeg ville ønske, Charles Boyer ikke havde fransk accent, for ham ville jeg vælge som Rhett." Hun fik næsten chok, da hun blev tilsendt fotografiet af Vivien Leigh med spørgsmål, om det var sådan, hun tænkte sig Scarlett? Det vedlagte billede af Leigh havde nemlig en slående lighed med Margaret Mitchell selv, som hun så ud, da hun var i 20-årsalderen. Efter at have set den færdige film to gange, skrev Mitchell og hendes mand, at Leigh var fantastisk som Scarlett; Gables indsats som Rhett "kunne passere"; de Havilland var "god" som Melanie; Thomas Mitchell som Scarletts far rørte dem; mens Leslie Howard som Ashley var "utrolig ussel". Ashley var 25 år, da Scarlett var 16 - så Howard med sine 45 år var helt forkert i rollen.
Den sidste Oscar-nominering, Clark Gable modtog, var for sin fremstilling af Rhett Butler i Borte med blæsten. Oprindeligt havde David O. Selznick udset sig Gary Cooper til rollen, men han afslog med ordene: "Borte med blæsten bliver den største fiasko i Hollywoods historie. Jeg er glad for, at det er Clark Gable, der går på næsen, og ikke Gary Cooper." Gable var da også modvillig. Romanen var en kæmpesucces, og han bekymrede sig for, at hans fremstilling ikke ville leve op til læsernes forventninger. Han var også betænkt ved scenen, hvor han skal græde. Desuden var han bundet af sin kontrakt med MGM. Selznick fik derfor ikke Gable, før han havde lovet MGM halvparten af spilleindtægterne. Vivien Leigh udtalte senere, at hun havde hadet at kysse Gable pga. hans dårlige ånde, der måske skyldtes hans gebis og omfattende rygning. En af teknikerne påstod senere, at Gable iblandt spiste hvidløg, inden han kyssede Leigh. Henry Fonda var på vej hjem fra Europa, da han hørte om filmplanerne, og lånte skibets radio for at ringe Selznick og diskutere sin muligheder for rollen som Rhett.
Hattie McDaniel, der spillede barnepigen Mammy, var den første farvede person, der fik en Oscar. Hun fik sin for bedste kvindelige birolle i konkurrence med Olivia de Havilland som Melanie. For at skaffe McDaniel adgang til højtideligheden, måtte Selznick udbede sig hendes nærvær i salen som en særlig tjeneste fra Hotel Ambassadors side - det praktiserede ellers en streng "ingen adgang for farvede"-politik. Gable blev så oprørt over, at McDaniel pga. sin hudfarve ikke måtte være til stede under selve premieren, at han truede med at boykotte arrangementet, hvis hun ikke fik adgang. Hun overtalte ham dog til at deltage. Forfatterinden Margaret Mitchell sendte hende et personligt gratulationstelegram; men Selznick måtte trække filmplakater tilbage og fjerne de farvede ansigter, før lokalsamfund i Sydstaterne tillod visning af filmen.
Thelma "Butterfly" McQueen, der spillede Scarletts tåbelige slavepige Prissy, blev inviteret til Haugesund, da den nyopfriskede film blev vist der i 1989. Hun fortalte, at hun græd af fortvivlelse over at måtte spille så dum; men hun havde købt møbler på afbetaling, og trængte til pengene. Clark Gable trøstede hende, og behandlede hende og McDaniel "som damer, begge to". Vivien Leigh var også venlig; ellers havde McQueen ingen kontakt med de hvide skuespillere, andet end under indspilningen.

## Kommunisterne og filmen
Romanen blev fordømt i kommunistiske lande. I den amerikanske kommunistavis Daily Worker blev filmen anmeldt af Howard Rushmore, der fandt den racistisk og dårlig, men vellykket som film betragtet. Da han ikke ville ændre den positive del af sin anmeldelse, blev han fyret. Kommunisternes smålighed i en så ubetydelig sag vakte en sådan opsigt i amerikansk offentlighed, at Rushmore blev landskendt og snart fik ansættelse i avisen The New York Journal-American. Her rakkede han ned på sine tidligere venner kommunisterne, og skrev snart en antikommunistisk spalte, Heard on the Party Line. Hans berømmelse var sikret, da han udnævnte sig selv til ekspert på den kommunistiske trussel. Det var hans speciale at "afsløre" kommunister, og i 1947 var han et hovedvidne for komitéen for uamerikanske aktiviteter.

## Rolleliste (i udvalg)
- Vivien Leigh -- Scarlett O'Hara
- Clark Gable -- Rhett Butler
- Olivia de Havilland -- Melanie Hamilton
- Hattie McDaniel -- Mammy
- Leslie Howard -- Ashley Wilkes
- Butterfly McQueen -- Prissy[24]
- Thomas Mitchell -- Gerald O'Hara
- Barbara O'Neil -- Ellen O'Hara
- Evelyn Keyes -- Suellen O'Hara
- Ann Rutherford -- Carreen O'Hara
- Carroll Nye -- Frank Kennedy
- Harry Davenport -- Doktor Meade
- George Reeves -- Brent Tarleton
- Fred Crane -- Stuart Tarleton
- Rand Brooks -- Charles Hamilton